# Nombre de Sierpiński
En mathématiques, un nombre de Sierpiński est un entier naturel impair {\displaystyle k} pour lequel tous les nombres {\displaystyle N} de la forme {\displaystyle N=k2^{n}+1} sont composés (c'est-à-dire non premiers), quel que soit l'entier naturel {\displaystyle n}.
En 1960, Wacław Sierpiński montra qu'il existe une infinité de ces nombres.

## Liste des premiers nombres de Sierpiński
Les premiers nombres de Sierpiński prouvés, entre 0 et 3 000 000, sont :
78 557, 271 129, 271 577, 322 523, 327 739, 482 719, 575 041, 603 713, 903 983, 934 909, 965 431, 1 259 779, 1 290 677, 1 518 781, 1 624 097, 1 639 459, 1 777 613, 2 131 043, 2 131 099, 2 191 531, 2 510 177, 2 541 601, 2 576 089, 2 931 767, 2 931 991, ... suite A076336 de l'OEIS.
Il n'est pas certain que cette liste soit exhaustive.
En particulier, en 1962, ayant trouvé que 78 557 = 17 × 4 621 est un nombre de Sierpiński, John Selfridge conjectura que 78 557 était le plus petit de ces nombres.

## Exemple de vérification d'un nombre de Sierpiński:78 557
John Selfridge prouva en 1962 que 78 557 est un nombre de Sierpiński.
La preuve montre que tout choix de n rentre dans au moins une catégorie parmi 7, où chaque catégorie garantit un facteur pour N.
Selfridge démontra en effet que :
- {\displaystyle 78\,557\times 2^{2n}+1} est un multiple de 3 ;
- {\displaystyle 78\,557\times 2^{4n+1}+1} est un multiple de 5 ;
- {\displaystyle 78\,557\times 2^{3n+1}+1} est un multiple de 7 ;
- {\displaystyle 78\,557\times 2^{12n+11}+1} est un multiple de 13 ;
- {\displaystyle 78\,557\times 2^{18n+15}+1} est un multiple de 19 ;
- {\displaystyle 78\,557\times 2^{36n+27}+1} est un multiple de 37 ;
- {\displaystyle 78\,557\times 2^{9n+3}+1} est un multiple de 73.

Ainsi, on peut construire la table des exposants modulo 36 :
| Si l'exposant est congru modulo 36 à ... (valeurs de la première ligne ci-après), | Si l'exposant est congru modulo 36 à ... (valeurs de la première ligne ci-après), | Si l'exposant est congru modulo 36 à ... (valeurs de la première ligne ci-après), | Si l'exposant est congru modulo 36 à ... (valeurs de la première ligne ci-après), | Si l'exposant est congru modulo 36 à ... (valeurs de la première ligne ci-après), | Si l'exposant est congru modulo 36 à ... (valeurs de la première ligne ci-après), | Si l'exposant est congru modulo 36 à ... (valeurs de la première ligne ci-après), | Si l'exposant est congru modulo 36 à ... (valeurs de la première ligne ci-après), | Si l'exposant est congru modulo 36 à ... (valeurs de la première ligne ci-après), | Si l'exposant est congru modulo 36 à ... (valeurs de la première ligne ci-après), | Si l'exposant est congru modulo 36 à ... (valeurs de la première ligne ci-après), | Si l'exposant est congru modulo 36 à ... (valeurs de la première ligne ci-après), | Si l'exposant est congru modulo 36 à ... (valeurs de la première ligne ci-après), | Si l'exposant est congru modulo 36 à ... (valeurs de la première ligne ci-après), | Si l'exposant est congru modulo 36 à ... (valeurs de la première ligne ci-après), | Si l'exposant est congru modulo 36 à ... (valeurs de la première ligne ci-après), | Si l'exposant est congru modulo 36 à ... (valeurs de la première ligne ci-après), | Si l'exposant est congru modulo 36 à ... (valeurs de la première ligne ci-après), | Si l'exposant est congru modulo 36 à ... (valeurs de la première ligne ci-après), | Si l'exposant est congru modulo 36 à ... (valeurs de la première ligne ci-après), | Si l'exposant est congru modulo 36 à ... (valeurs de la première ligne ci-après), | Si l'exposant est congru modulo 36 à ... (valeurs de la première ligne ci-après), | Si l'exposant est congru modulo 36 à ... (valeurs de la première ligne ci-après), | Si l'exposant est congru modulo 36 à ... (valeurs de la première ligne ci-après), | Si l'exposant est congru modulo 36 à ... (valeurs de la première ligne ci-après), | Si l'exposant est congru modulo 36 à ... (valeurs de la première ligne ci-après), | Si l'exposant est congru modulo 36 à ... (valeurs de la première ligne ci-après), | Si l'exposant est congru modulo 36 à ... (valeurs de la première ligne ci-après), | Si l'exposant est congru modulo 36 à ... (valeurs de la première ligne ci-après), | Si l'exposant est congru modulo 36 à ... (valeurs de la première ligne ci-après), | Si l'exposant est congru modulo 36 à ... (valeurs de la première ligne ci-après), | Si l'exposant est congru modulo 36 à ... (valeurs de la première ligne ci-après), | Si l'exposant est congru modulo 36 à ... (valeurs de la première ligne ci-après), | Si l'exposant est congru modulo 36 à ... (valeurs de la première ligne ci-après), | Si l'exposant est congru modulo 36 à ... (valeurs de la première ligne ci-après), | Si l'exposant est congru modulo 36 à ... (valeurs de la première ligne ci-après), |
| alors N a pour diviseur ... (valeurs de la seconde ligne ci-après)                | alors N a pour diviseur ... (valeurs de la seconde ligne ci-après)                | alors N a pour diviseur ... (valeurs de la seconde ligne ci-après)                | alors N a pour diviseur ... (valeurs de la seconde ligne ci-après)                | alors N a pour diviseur ... (valeurs de la seconde ligne ci-après)                | alors N a pour diviseur ... (valeurs de la seconde ligne ci-après)                | alors N a pour diviseur ... (valeurs de la seconde ligne ci-après)                | alors N a pour diviseur ... (valeurs de la seconde ligne ci-après)                | alors N a pour diviseur ... (valeurs de la seconde ligne ci-après)                | alors N a pour diviseur ... (valeurs de la seconde ligne ci-après)                | alors N a pour diviseur ... (valeurs de la seconde ligne ci-après)                | alors N a pour diviseur ... (valeurs de la seconde ligne ci-après)                | alors N a pour diviseur ... (valeurs de la seconde ligne ci-après)                | alors N a pour diviseur ... (valeurs de la seconde ligne ci-après)                | alors N a pour diviseur ... (valeurs de la seconde ligne ci-après)                | alors N a pour diviseur ... (valeurs de la seconde ligne ci-après)                | alors N a pour diviseur ... (valeurs de la seconde ligne ci-après)                | alors N a pour diviseur ... (valeurs de la seconde ligne ci-après)                | alors N a pour diviseur ... (valeurs de la seconde ligne ci-après)                | alors N a pour diviseur ... (valeurs de la seconde ligne ci-après)                | alors N a pour diviseur ... (valeurs de la seconde ligne ci-après)                | alors N a pour diviseur ... (valeurs de la seconde ligne ci-après)                | alors N a pour diviseur ... (valeurs de la seconde ligne ci-après)                | alors N a pour diviseur ... (valeurs de la seconde ligne ci-après)                | alors N a pour diviseur ... (valeurs de la seconde ligne ci-après)                | alors N a pour diviseur ... (valeurs de la seconde ligne ci-après)                | alors N a pour diviseur ... (valeurs de la seconde ligne ci-après)                | alors N a pour diviseur ... (valeurs de la seconde ligne ci-après)                | alors N a pour diviseur ... (valeurs de la seconde ligne ci-après)                | alors N a pour diviseur ... (valeurs de la seconde ligne ci-après)                | alors N a pour diviseur ... (valeurs de la seconde ligne ci-après)                | alors N a pour diviseur ... (valeurs de la seconde ligne ci-après)                | alors N a pour diviseur ... (valeurs de la seconde ligne ci-après)                | alors N a pour diviseur ... (valeurs de la seconde ligne ci-après)                | alors N a pour diviseur ... (valeurs de la seconde ligne ci-après)                | alors N a pour diviseur ... (valeurs de la seconde ligne ci-après)                |
| --------------------------------------------------------------------------------- | --------------------------------------------------------------------------------- | --------------------------------------------------------------------------------- | --------------------------------------------------------------------------------- | --------------------------------------------------------------------------------- | --------------------------------------------------------------------------------- | --------------------------------------------------------------------------------- | --------------------------------------------------------------------------------- | --------------------------------------------------------------------------------- | --------------------------------------------------------------------------------- | --------------------------------------------------------------------------------- | --------------------------------------------------------------------------------- | --------------------------------------------------------------------------------- | --------------------------------------------------------------------------------- | --------------------------------------------------------------------------------- | --------------------------------------------------------------------------------- | --------------------------------------------------------------------------------- | --------------------------------------------------------------------------------- | --------------------------------------------------------------------------------- | --------------------------------------------------------------------------------- | --------------------------------------------------------------------------------- | --------------------------------------------------------------------------------- | --------------------------------------------------------------------------------- | --------------------------------------------------------------------------------- | --------------------------------------------------------------------------------- | --------------------------------------------------------------------------------- | --------------------------------------------------------------------------------- | --------------------------------------------------------------------------------- | --------------------------------------------------------------------------------- | --------------------------------------------------------------------------------- | --------------------------------------------------------------------------------- | --------------------------------------------------------------------------------- | --------------------------------------------------------------------------------- | --------------------------------------------------------------------------------- | --------------------------------------------------------------------------------- | --------------------------------------------------------------------------------- |
| 0                                                                                 | 1                                                                                 | 2                                                                                 | 3                                                                                 | 4                                                                                 | 5                                                                                 | 6                                                                                 | 7                                                                                 | 8                                                                                 | 9                                                                                 | 10                                                                                | 11                                                                                | 12                                                                                | 13                                                                                | 14                                                                                | 15                                                                                | 16                                                                                | 17                                                                                | 18                                                                                | 19                                                                                | 20                                                                                | 21                                                                                | 22                                                                                | 23                                                                                | 24                                                                                | 25                                                                                | 26                                                                                | 27                                                                                | 28                                                                                | 29                                                                                | 30                                                                                | 31                                                                                | 32                                                                                | 33                                                                                | 34                                                                                | 35                                                                                |
| 3                                                                                 | 5                                                                                 | 3                                                                                 | 73                                                                                | 3                                                                                 | 5                                                                                 | 3                                                                                 | 7                                                                                 | 3                                                                                 | 5                                                                                 | 3                                                                                 | 13                                                                                | 3                                                                                 | 5                                                                                 | 3                                                                                 | 19                                                                                | 3                                                                                 | 5                                                                                 | 3                                                                                 | 7                                                                                 | 3                                                                                 | 5                                                                                 | 3                                                                                 | 13                                                                                | 3                                                                                 | 5                                                                                 | 3                                                                                 | 37                                                                                | 3                                                                                 | 5                                                                                 | 3                                                                                 | 7                                                                                 | 3                                                                                 | 5                                                                                 | 3                                                                                 | 13                                                                                |

Ainsi, par congruence, tous les exposants sont considérés, ce qui veut dire qu'aucun terme de la suite ne peut être premier. 
On peut dire la même chose des nombres de Sierpiński prouvés suivant, à savoir : 271 129, 271 577, 322 523, 327 739, 482 719, 575 041, 603 713, 903 983, 934 909, 965 431, 1 259 779, 1 290 677, 1 518 781, 1 624 097, 1 639 459, 1 777 613, 2 131 043, etc.

## Détermination du plus petit nombre de Sierpiński
Il est conjecturé que 78 557 est le plus petit nombre de Sierpiński. Pour le montrer, il suffit pour chaque nombre impair plus petit de trouver un exposant n tel que (k2n + 1) soit premier. En 2000, il ne restait plus que 17 candidats possibles.
Seventeen or Bust, le projet de calcul distribué, commença à tester ces dix-sept nombres pour voir s'ils pouvaient être éliminés de la liste des nombres de Sierpiński possibles. Si le projet trouve que tous ces nombres génèrent un nombre premier, le projet aura trouvé une preuve de la conjecture de Selfridge.
Le projet réussit à trouver onze nombres premiers supplémentaires ; en conséquence, il ne reste plus que 6 nombres à tester. Le 11e a été trouvé en octobre 2007.
En avril 2016, à la suite d'un incident provoquant la perte des serveurs, le projet Seventeen or Bust est arrêté[réf. souhaitée]. Les tests continuent alors sur PrimeGrid. En octobre 2016, un 12e nombre est trouvé.

## Détermination du plus petit nombre de Sierpiński premier
Il est conjecturé que le plus petit nombre de Sierpiński premier est 271 129.